# Surveyor 4

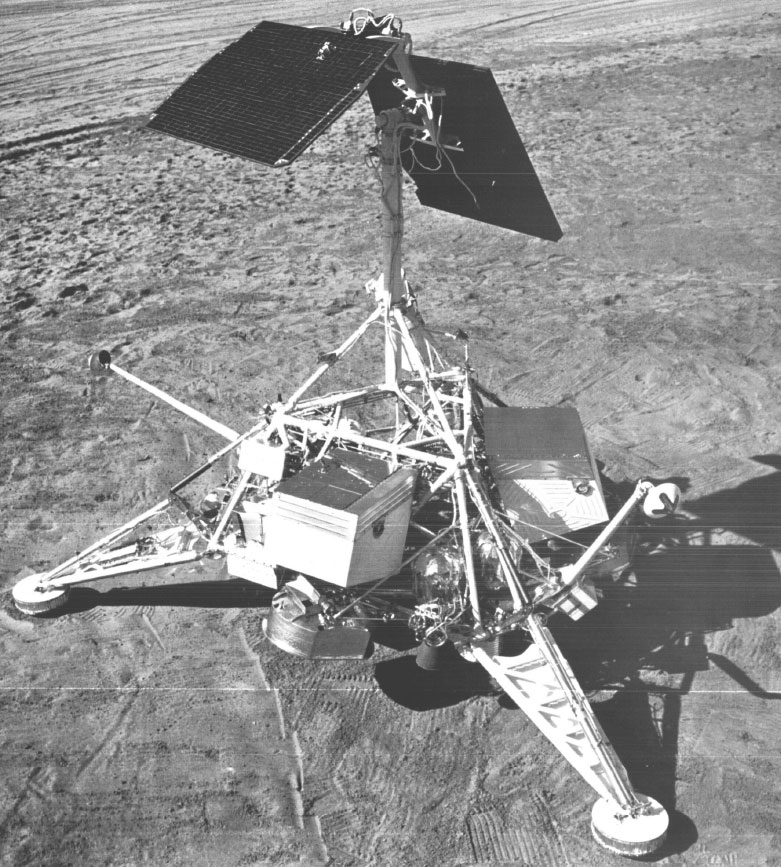
Surveyor

De Surveyor 4 was de tweede lander in het Amerikaanse Surveyor-programma die te pletter sloeg op het maanoppervlak. De lancering vond plaats op 14 juli 1967 door een Atlas-Centaur raket en de landing op de maan op 17 juli 1967. Het ruimtevaartuig woog  283 kg. 
De missie kwam tot een vroegtijdig einde nadat 2,5 minuut voor de landing het contact met het ruimtevaartuig verloren werd. De rest van vlucht was foutloos verlopen.

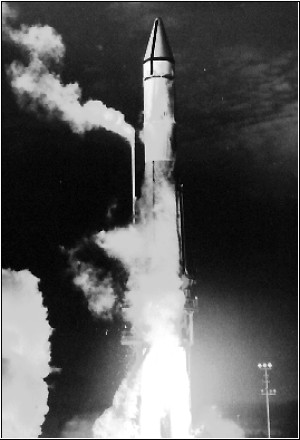
Lancering Surveyor 4

Surveyor 1 · Surveyor 2 · Surveyor 3 · Surveyor 4 · Surveyor 5 · Surveyor 6 · Surveyor 7